# Budapest Cowbells
I Budapest Cowbells sono una squadra di football americano di Budapest, in Ungheria, fondata nel 2013 in seguito alla fusione tra i Budapest Cowboys (nati nel 2006) e gli Újbuda Rebels; come Budapest Cowboys hanno vinto una coppa nazionale, due titoli di secondo livello e uno di terzo, mentre come Cowbells hanno vinto un Hungarian Bowl.
Disputano i vari livelli del campionato ungherese con tre diverse formazioni, chiamate rispettivamente Budapest Cowbells, Budapest Cowbells 2 e Rebels Oldboys.

## Dettaglio stagioni

### Amichevoli
| Stagione | Vin | Par | Per | Tot | PF  | PS | avversaria                                          |
| -------- | --- | --- | --- | --- | --- | -- | --------------------------------------------------- |
| 2006     | 2   | 0   | 1   | 3   | 102 | 36 | Eger Heroes, Zala Predators, Budapest Black Knights |
| 2018     | 0   | 0   | 2   | 2   | 0   | 31 | Timișoara 89ers, Bucharest Rebels                   |
| Totale   | 2   | 0   | 3   | 5   | 102 | 67 |                                                     |

### Tornei nazionali

#### Campionato

##### Divízió I (primo livello)/HFL
| Stagione | regular season | regular season | regular season | regular season | regular season | regular season | playoff | playoff | playoff | playoff | playoff | playoff        | playoff             |
|          | Vin            | Par            | Per            | Tot            | PF             | PS             | Vin     | Per     | Tot     | PF      | PS      | risultato      | avversaria          |
| -------- | -------------- | -------------- | -------------- | -------------- | -------------- | -------------- | ------- | ------- | ------- | ------- | ------- | -------------- | ------------------- |
| 2008     | 5              | 0              | 0              | 5              | 174            | 74             | 1       | 1       | 2       | 62      | 50      | Hungarian Bowl | Budapest Wolves     |
| 2009     | 3              | 0              | 1              | 4              | 78             | 68             | 0       | 1       | 1       | 20      | 23      | Semifinale     | Győr Sharks         |
| 2010     | 5              | 0              | 1              | 6              | 234            | 77             | 0       | 1       | 1       | 20      | 27      | Semifinale     | Nyíregyháza Tigers  |
| 2015     | 5              | 0              | 1              | 6              | 240            | 108            | 0       | 1       | 1       | 21      | 46      | Semifinale     | Budapest Wolves     |
| 2016     | 4              | 0              | 1              | 5              | 155            | 85             | 1       | 1       | 2       | 40      | 26      | Hungarian Bowl | Miskolc Steelers    |
| 2017     | 3              | 0              | 2              | 5              | 105            | 104            | 2       | 0       | 2       | 63      | 16      | Campioni       | Miskolc Steelers    |
| 2018     | 6              | 0              | 1              | 7              | 203            | 119            | 0       | 1       | 1       | 14      | 33      | Semifinale     | Miskolc Steelers    |
| 2019     | 3              | 0              | 2              | 5              | 120            | 67             | 0       | 1       | 1       | 13      | 16      | Semifinale     | Fehérvár Enthroners |
| 2021     | 0              | 0              | 3              | 3              | 27             | 91             | -       | -       | -       | -       | -       | -              | -                   |
| 2022     | 2              | 0              | 2              | 4              | 101            | 121            | 0       | 1       | 1       | 14      | 21      | Semifinale     | Budapest Wolves     |
| 2023     | 4              | 0              | 2              | 6              | 116            | 101            | 1       | 1       | 2       | 77      | 49      | Semifinale     | Újpest Bulldogs     |
| 2024     | 5              | 0              | 0              | 5              | 153            | 78             | 1       | 1       | 2       | 53      | 58      | Hungarian Bowl | Budapest Titans     |
| Totale   | 45             | 0              | 16             | 61             | 1706           | 1093           | 6       | 10      | 16      | 397     | 365     |                |                     |

Fonti: Enciclopedia del Football - A cura di Massimo Mezzetti

##### Fall Bowl
| Stagione | regular season | regular season | regular season | regular season | regular season | regular season | playoff | playoff | playoff | playoff | playoff | playoff     | playoff     |
|          | Vin            | Par            | Per            | Tot            | PF             | PS             | Vin     | Per     | Tot     | PF      | PS      | risultato   | avversaria  |
| -------- | -------------- | -------------- | -------------- | -------------- | -------------- | -------------- | ------- | ------- | ------- | ------- | ------- | ----------- | ----------- |
| 2011     | 0              | 0              | 3              | 3              | 23             | 78             | 1       | 0       | 1       | 19      | 14      | Terzo posto | Győr Sharks |
| Totale   | 0              | 0              | 3              | 3              | 23             | 78             | 1       | 0       | 1       | 19      | 14      |             |             |

Fonti: Enciclopedia del Football - A cura di Massimo Mezzetti

##### Divízió II (secondo livello)/Divízió I (secondo livello)
| Stagione | regular season | regular season | regular season | regular season | regular season | regular season | playoff | playoff | playoff | playoff | playoff | playoff     | playoff              |
|          | Vin            | Par            | Per            | Tot            | PF             | PS             | Vin     | Per     | Tot     | PF      | PS      | risultato   | avversaria           |
| -------- | -------------- | -------------- | -------------- | -------------- | -------------- | -------------- | ------- | ------- | ------- | ------- | ------- | ----------- | -------------------- |
| 2007     | 4              | 0              | 0              | 4              | 151            | 27             | -       | -       | -       | -       | -       | Campioni    | -                    |
| 2009     | 0              | 0              | 4              | 4              | 24             | 209            | -       | -       | -       | -       | -       | -           | -                    |
| 2010     | 1              | 0              | 5              | 6              | 86             | 195            | -       | -       | -       | -       | -       | -           | -                    |
| 2011     | 3              | 0              | 2              | 5              | 128            | 150            | 1       | 1       | 2       | 27      | 56      | Semifinale  | Budapest Hurricanes  |
| 2013     | 5              | 0              | 1              | 6              | 179            | 55             | 2       | 0       | 2       | 53      | 20      | Campioni    | Dunaújváros Gorillaz |
| 2015     | 2              | 0              | 3              | 5              | 85             | 150            | 0       | 1       | 1       | 6       | 28      | Semifinale  | Dunaújváros Gorillaz |
| 2016     | 2              | 0              | 4              | 6              | 74             | 158            | -       | -       | -       | -       | -       | -           | -                    |
| 2017     | 2              | 0              | 5              | 7              | 74             | 237            | -       | -       | -       | -       | -       | -           | -                    |
| 2018     | 4              | 0              | 2              | 6              | 133            | 76             | 0       | 1       | 1       | 16      | 18      | Semifinale  | Szekszárd Bad Bones  |
| 2019     | 4              | 0              | 2              | 6              | 116            | 85             | 0       | 1       | 1       | 17      | 35      | Semifinale  | Szombathely Crushers |
| 2020     | 2              | 0              | 2              | 4              | 87             | 63             | -       | -       | -       | -       | -       | -           | -                    |
| 2021     | 3              | 0              | 2              | 5              | 104            | 145            | 1       | 1       | 2       | 62      | 71      | Pannon Bowl | Miskolc AFT          |
| 2022     | 3              | 0              | 3              | 6              | 178            | 157            | 0       | 1       | 1       | 14      | 38      | Semifinale  | Budapest Titans      |
| 2023     | 1              | 0              | 4              | 5              | 42             | 142            | -       | -       | -       | -       | -       | -           | -                    |
| 2024     | 0              | 0              | 6              | 6              | 54             | 226            | -       | -       | -       | -       | -       | -           | -                    |
| Totale   | 36             | 0              | 45             | 81             | 1515           | 2075           | 3       | 5       | 8       | 168     | 210     |             |                      |

Fonti: Enciclopedia del Football - A cura di Massimo Mezzetti

##### Divízió II (terzo livello)
| Stagione | regular season | regular season | regular season | regular season | regular season | regular season | playoff | playoff | playoff | playoff | playoff | playoff    | playoff              |
|          | Vin            | Par            | Per            | Tot            | PF             | PS             | Vin     | Per     | Tot     | PF      | PS      | risultato  | avversaria           |
| -------- | -------------- | -------------- | -------------- | -------------- | -------------- | -------------- | ------- | ------- | ------- | ------- | ------- | ---------- | -------------------- |
| 2012     | 5              | 0              | 0              | 5              | 174            | 9              | 2       | 0       | 2       | 62      | 21      | Campioni   | Újbuda Rebels 2      |
| 2017     | 4              | 0              | 1              | 5              | 176            | 62             | 1       | 1       | 2       | 72      | 37      | Semifinale | Szombathely Crushers |
| 2018     | 5              | 0              | 1              | 6              | 174            | 119            | 0       | 1       | 1       | 13      | 21      | Semifinale | Dabas Sparks         |
| 2019     | 5              | 0              | 1              | 6              | 192            | 83             | 0       | 1       | 1       | 29      | 32      | Semifinale | Miskolc Renegades    |
| 2021     | 0              | 0              | 5              | 5              | 0              | 100            | -       | -       | -       | -       | -       | -          | -                    |
| 2022     | 2              | 0              | 2              | 4              | 103            | 104            | -       | -       | -       | -       | -       | -          | -                    |
| Totale   | 21             | 0              | 10             | 31             | 819            | 477            | 3       | 3       | 6       | 176     | 111     |            |                      |

Fonti: Enciclopedia del Football - A cura di Massimo Mezzetti

#### Coppa
| Stagione | regular season | regular season | regular season | regular season | regular season | regular season | playoff | playoff | playoff | playoff | playoff | playoff    | playoff         |
|          | Vin            | Par            | Per            | Tot            | PF             | PS             | Vin     | Per     | Tot     | PF      | PS      | risultato  | avversaria      |
| -------- | -------------- | -------------- | -------------- | -------------- | -------------- | -------------- | ------- | ------- | ------- | ------- | ------- | ---------- | --------------- |
| 2006     | 2              | 0              | 0              | 2              | 131            | 6              | 0       | 1       | 1       | 0       | 75      | Semifinale | Budapest Wolves |
| 2012     | 1              | 0              | 1              | 2              | 49             | 27             | 2       | 0       | 2       | 58      | 18      | Campioni   | Újpest Bulldogs |
| Totale   | 3              | 0              | 1              | 4              | 180            | 33             | 2       | 1       | 3       | 58      | 93      |            |                 |

Fonti: Enciclopedia del Football - A cura di Massimo Mezzetti

### Tornei internazionali

#### Central European Football League
| Stagione | regular season | regular season | regular season | regular season | regular season | regular season | playoff | playoff | playoff | playoff | playoff | playoff   | playoff    |
|          | Vin            | Par            | Per            | Tot            | PF             | PS             | Vin     | Per     | Tot     | PF      | PS      | risultato | avversaria |
| -------- | -------------- | -------------- | -------------- | -------------- | -------------- | -------------- | ------- | ------- | ------- | ------- | ------- | --------- | ---------- |
| 2016     | 2              | 0              | 2              | 4              | 148            | 89             | -       | -       | -       | -       | -       | -         | -          |
| 2017     | 0              | 0              | 2              | 2              | 39             | 77             | -       | -       | -       | -       | -       | -         | -          |
| Totale   | 2              | 0              | 4              | 6              | 187            | 166            | -       | -       | -       | -       | -       |           |            |

Fonti: Enciclopedia del Football - A cura di Massimo Mezzetti

#### EFAF Challenge Cup
| Stagione | regular season | regular season | regular season | regular season | regular season | regular season | playoff | playoff | playoff | playoff | playoff | playoff    | playoff      |
|          | Vin            | Par            | Per            | Tot            | PF             | PS             | Vin     | Per     | Tot     | PF      | PS      | risultato  | avversaria   |
| -------- | -------------- | -------------- | -------------- | -------------- | -------------- | -------------- | ------- | ------- | ------- | ------- | ------- | ---------- | ------------ |
| 2010     | 2              | 0              | 0              | 2              | 113            | 0              | 0       | 1       | 1       | 25      | 28      | Semifinale | Klek Knights |
| Totale   | 2              | 0              | 0              | 2              | 113            | 0              | 0       | 1       | 1       | 25      | 28      |            |              |

Fonti: Enciclopedia del Football - A cura di Massimo Mezzetti

#### IFAF CEI Interleague
| Stagione | regular season | regular season | regular season | regular season | regular season | regular season | playoff | playoff | playoff | playoff | playoff | playoff   | playoff          |
|          | Vin            | Par            | Per            | Tot            | PF             | PS             | Vin     | Per     | Tot     | PF      | PS      | risultato | avversaria       |
| -------- | -------------- | -------------- | -------------- | -------------- | -------------- | -------------- | ------- | ------- | ------- | ------- | ------- | --------- | ---------------- |
| 2011     | 1              | 0              | 3              | 4              | 53             | 58             | -       | -       | -       | -       | -       | -         | -                |
| 2012     | 1              | 0              | 2              | 3              | 65             | 90             | -       | -       | -       | -       | -       | -         | -                |
| 2013     | 1              | 0              | 4              | 5              | ?              | ?              | -       | -       | -       | -       | -       | -         | -                |
| 2014     | 2              | 0              | 1              | 3              | ?              | ?              | 0       | 1       | 1       | 28      | 41      | Finale    | Pančevo Panthers |
| Totale   | 4              | 0              | 6              | 10             | 118+?          | 148+?          | 0       | 1       | 1       | 28      | 41      |           |                  |

Fonti: Enciclopedia del Football - A cura di Massimo Mezzetti

#### CEFL Cup
| Stagione | regular season | regular season | regular season | regular season | regular season | regular season | playoff | playoff | playoff | playoff | playoff | playoff          | playoff         |
|          | Vin            | Par            | Per            | Tot            | PF             | PS             | Vin     | Per     | Tot     | PF      | PS      | risultato        | avversaria      |
| -------- | -------------- | -------------- | -------------- | -------------- | -------------- | -------------- | ------- | ------- | ------- | ------- | ------- | ---------------- | --------------- |
| 2018     | -              | -              | -              | -              | -              | -              | 0       | 1       | 1       | 18      | 28      | Semifinale       | Seahawks Gdynia |
| 2019     | -              | -              | -              | -              | -              | -              | 0       | 1       | 1       | 6       | 24      | Quarti di finale | Moscow Spartans |
| Totale   | -              | -              | -              | -              | -              | -              | 0       | 2       | 2       | 24      | 52      |                  |                 |

Fonti: Enciclopedia del Football - A cura di Massimo Mezzetti

### Riepilogo fasi finali disputate
| Anno             | Luogo     | Evento               | Fase del torneo      | Incontro                                   | Risultato |
| 15 ottobre 2006  | Budapest  | Blue Bowl            | Semifinale           | Budapest Wolves - Budapest Cowboys         | 75 - 0    |
| 12 luglio 2008   | Budapest  | Divízió I            | Hungarian Bowl       | Budapest Wolves - Budapest Cowboys         | 20 - 14   |
| 25 ottobre 2009  |           | Divízió I            | Semifinale           | Budapest Cowboys - Győr Sharks             | 20 - 23   |
| 26 giugno 2010   |           | EFAF Challenge Cup   | Semifinale           | Budapest Cowboys - Klek Knights            | 14 - 36   |
| 3 ottobre 2010   |           | Divízió I            | Semifinale           | Nyíregyháza Tigers - Budapest Cowboys      | 27 - 20   |
| 10 luglio 2011   |           | Divízió II           | Semifinale           | Budapest Hurricanes - Budapest Cowboys 2   | 35 - 0    |
| 6 novembre 2011  | Győr      | Fall Bowl            | Finale 3º - 4º posto | Győr Sharks - Budapest Cowboys             | 14 - 19   |
| 14 luglio 2012   |           | Divízió II           | Duna Bowl            | Budapest Cowboys 2 - Újbuda Rebels 2       | 33 - 7    |
| 18 novembre 2012 | Budapest  | Blue Bowl            | Finale               | Újpest Bulldogs - Budapest Cowboys         | 6 - 13    |
| 13 luglio 2013   |           | Divízió I            | Pannon Bowl          | Dunaújváros Gorillaz - Budapest Cowboys    | 6 - 12    |
| 21 giugno 2014   |           | IFAF CEI Interleague | Finale               | Pančevo Panthers - Budapest Cowboys        | 41 - 28   |
| 21 giugno 2015   | Budapest  | HFL                  | Semifinale           | Budapest Cowbells - Budapest Wolves        | 21 - 46   |
| 27 giugno 2015   |           | Divízió I            | Semifinale           | Dunaújváros Gorillaz - Budapest Cowbells 2 | 28 - 6    |
| 19 giugno 2016   |           | HFL                  | Hungarian Bowl       | Budapest Cowbells - Miskolc Steelers       | 16 - 19   |
| 2 luglio 2017    |           | Divízió II           | Semifinale           | Szombathely Crushers - Rebels Oldboys      | 23 - 21   |
| 8 luglio 2017    |           | HFL                  | Hungarian Bowl       | Miskolc Steelers - Budapest Cowbells       | 10 - 14   |
| 29 aprile 2018   | Gdynia    | CEFL Cup             | Semifinale           | Seahawks Gdynia - Budapest Cowbells        | 28 - 18   |
| 1º luglio 2018   |           | HFL                  | Semifinale           | Miskolc Steelers - Budapest Cowbells       | 33 - 14   |
| 1º luglio 2018   | Dabas     | Divízió II           | Semifinale           | Dabas Sparks - Rebels Oldboys              | 21 - 13   |
| 8 luglio 2018    | Szekszárd | Divízió I            | Semifinale           | Szekszárd Bad Bones - Budapest Cowbells 2  | 18 - 16   |
| 13 aprile 2019   |           | CEFL Cup             | Quarti di finale     | Budapest Cowbells - Moscow Spartans        | 6 - 24    |
| 23 giugno 2019   |           | HFL                  | Semifinale           | Budapest Cowbells - Fehérvár Enthroners    | 13 - 16   |
| 29 giugno 2019   |           | Divízió I            | Semifinale           | Szombathely Crushers - Budapest Cowbells 2 | 35 - 17   |
| 30 giugno 2019   |           | Divízió II           | Duna Bowl            | Rebels Oldboys - Miskolc Renegades         | 29 - 32   |
| 17 luglio 2021   |           | Divízió I            | Pannon Bowl          | Miskolc AFT - Budapest Cowbells 2          | 42 - 22   |
| 3 luglio 2022    | Budapest  | HFL                  | Semifinale           | Budapest Cowbells - Budapest Wolves        | 14 - 21   |
| 9 luglio 2022    |           | Divízió I            | Semifinale           | Budapest Titans - Budapest Cowbells 2      | 38 - 14   |
| 25 giugno 2023   | Budapest  | HFL                  | Semifinale           | Újpest Bulldogs - Budapest Cowbells        | 38 - 28   |
| 20 luglio 2024   | Budapest  | HFL                  | Hungarian Bowl       | Budapest Cowbells - Budapest Titans        | 29 - 51   |

## Palmarès

### Budapest Cowboys
- 2 Pannon Bowl (2007, 2013)
- 1 Duna Bowl (2012[4])
- 1 Blue Bowl (2012)

### Budapest Cowbells
- 1 Hungarian Bowl (2017)